# Vieux-Champagne
Vieux-Champagne ist eine französische Gemeinde im Département Seine-et-Marne in der Île-de-France. Sie gehört zum Kanton Nangis im Arrondissement Provins. Die Nachbargemeinden sind Saint-Just-en-Brie im Norden, Chenoise-Cucharmoy im Osten, Maison-Rouge im Süden und Châteaubleau im Westen. Zu Vieux-Champagne gehören neben der Hauptsiedlung auf 144 Metern über Meereshöhe auch die Weiler La Tuilerie und Corberon.

## Bevölkerungsentwicklung
| Jahr      | 1962 | 1968 | 1975 | 1982 | 1990 | 1999 | 2008 | 2013 | 2015 | 2020 | 2022 |
| --------- | ---- | ---- | ---- | ---- | ---- | ---- | ---- | ---- | ---- | ---- | ---- |
| Einwohner | 106  | 147  | 114  | 138  | 191  | 190  | 175  | 185  | 189  | 189  | 190  |

## Sehenswürdigkeiten
Siehe: Liste der Monuments historiques in Vieux-Champagne
- Brücke aus dem 17. Jahrhundert über den Bach Sainte-Anne
- Reste der alten Ziegelei von 1865
- Gutshof La Couroge